# Římskokatolická farnost Krompach
Římskokatolická farnost Krompach (něm. Krombach) je církevní správní jednotka sdružující římské katolíky na území obce Krompach a v jejím okolí. Organizačně spadá do českolipského vikariátu, který je jedním z 10 vikariátů litoměřické diecéze. Centrem farnosti je kostel Čtrnácti svatých pomocníků v Krompachu.

## Historie farnosti
Krompach patří v litoměřické diecézi historicky k mladším farnostem. Kostel zde byl postaven v roce 1782. V roce 1784 byla v Krompachu zřízena lokálie spadající pod Mařenice, povýšená v roce 1852 na samostatnou farnost. Ve 20. století začala být duchovní správa obstarávána převážně duchovenstvem ze Cvikova.

### Duchovní správcové vedoucí farnost
Začátek působnosti jmenovaného v duchovní správě farnosti od:
- 22. 4. 1787 cap. loc. Dom. Piltz O.P.
- 1798 cap. loc. Franc. Loh, † 20. 5. 1816
- 1816 cap. loc. Leopoldus Wolpert, n. 13. 11. 1780 Krems, o. 8. 9. 1805, † 12. 6. 1847
- 1818 cap. loc. vacat
- 1819 cap. loc. Franc. Parthen, n. 17 . 6. 1784 Kloesterle, n. O., o. 24. 8. 1808, † 24. 11. 1830
- 1827 cap. loc. Ign. Vielkind, n. 25. 4. 1784 Friedland, o. 2. 4. 1814, † 24. 3. 1832
- 1832 cap. loc. Franc. Schott, n. 21. 2. 1785 Rodenaviens. o. 17. 8. 1809
- 1836 cap. loc. Anton. Kreutzer, n. 11. 8. 1786 Leitmeritz, o. 29. 8. 1812, † 24. 5. 1848
- 1843 cap. loc. vacat
- 1844 cap. loc. Joann. Charausek, n. 12. 9. 1799 Libuň, o. 24. 8. 1824, † 11. 9. 1852
- 1845 cap. loc. Jos. Pettrich, n. 2. 4. 1800 Trebnicens. o. 27. 8. 1825, † 14. 5. 1885
- 1852 cap. loc. Anton. Renner, n. 8. 7. 1813 Mn. Hradiště, o. 3. 8. 1837
- 1853 proto-par. (prvo-farář) Anton. Renner, n. 8. 7. 1813 Mn. Hradiště, o. 3. 8. 1837, † 23. 3. 1876
- 1858 par. vacat, admin. int. Anton. Gelinek
- 1859 Anton. Gelinek, n. 8. 2. 1813 Neobolesl, o. 3. 8. 1838, † 20. 1. 1880
- 1871 Anton. Bermann, n. 16. 1. 1827 Corolotherm., o. 25. 7. 1850, , † 11. 4. 1882
- 1876 Car. Zimmermann, n. 4. 3. 1832 Bielenc., o. 25. 7. 1856, † 24. 4. 1879
- 1880 Benedict. Franzel, n. 31. 1. 1835 Ladowitz, o. 1. 8. 1859, † 30. 4. 1902
- 1885 Anton. Náhlovský, n. 30. 12. 1843 Rovensko, o. 23. 7. 1870, † 21. 3. 1900
- 1891 Alois. Šklíba, n. 29. 8. 1861 Rychnov, o. 17. 5. 1885, † 12. 6. 1932
- 1898 Joann. Šlechta, n. 5. 6. 1865 Roudné, o. 29. 6. 1890, † 21. 6. 1911
- 1903 par. vacat, admin. excurr. Edm. Schöniger
- 1904 Franc. Plátek, n. 18. 2. 1867 Dalimeřic, o. 17. 6. 1894,
- 1909 Ferd. Wenzel, n. 3. 1. 1868 Leipa, o. 24. 5. 1891
- 1911 Otto Rehne, n. 8. 12. 1878 Düdinghausen (G), o. 12. 7. 1903
- 1914 Petrus Haas, n. 2. 6. 1877 Dilmar (G), o. 15. 7. 1906, † 22. 1. 1917
- 1917 par. vacat admin. interc. Leo Hatscher
- 1919 Leo Hatscher, n. 16. 12. 1889 Klein Teuplitz (G), o. 23. 7. 1913, (Diöz. Fulda)
- 1920 Joann. Röttig, n. 26. 4. 1888 Georgswalde, o. 14. 7. 1912
- 1923 Franc. Jülka, n. 19. 9. 1885 Lobeditz, o. 17. 7. 1910
- 1926 Anton. Mehl, n. 8. 6. 1890 Döbern, o. 11. 7. 1915
- 1936 par. vacat, admin.excurr. Eduard Hanisch
- 1938 par. vacat, admin.excurr. Franc. Seidl
- 1. 8. 1940 Rudolph. Schwalke, n. 26. 4. 1891 Schönwald, o. 5. 7. 1914
- 1. 8. 1946 Jan Pohl
- 1. 3. 1951 František Rabas
- 1. 4. 1953 Vojtěch Noll
- 1. 5. 1953 Alois Frajt
- 1. 4. 1955 Karel Červinka
- 1. 5. 1955 Josef Dobiáš
- 15. 3. 1965 Jan Pohl, admin. exc. ze Cvikova
- 2003 Petr Kubíček, JC.D., admin. exc. ze Cvikova
- 2006 Viliam Matějka, admin. exc. z České Lípy
- 13. 11. 2007 Rudolf Repka, admin. exc. ze Cvikova[1]

Kromě kněží stojících v čele farnosti, působili ve farnosti v průběhu její historie i jiní kněží. Většinou pracovali jako farní vikáři, kaplani, katecheté, výpomocní duchovní aj.

## Římskokatolické sakrální stavby na území farnosti
| Fotografie | Stavba                        | Místo    | Bohoslužby                      | Zeměpisné souřadnice            | Status       | Číslo kulturní památky     |        |
| Kostel | Kostel                        | Kostel   | Kostel                          | Kostel                          | Kostel       | Kostel                     | Kostel |
| --- | ----------------------------- | -------- | ------------------------------- | ------------------------------- | ------------ | -------------------------- | ------ |
| | Kostel Čtrnácti sv. pomocníků | Krompach | bližší informace o bohoslužbách | 50°49′40″ s. š., 14°42′3″ v. d. | farní kostel | 104517 (Pk•MIS•Sez•Obr•WD) |        |
| Některé drobné sakrální stavby a pamětihodnosti lze dohledat zde v databázi Drobné sakrální památky Zaniklé sakrální stavby lze dohledat zde v databázi Poškozené a zničené kostely, kaple a synagogy v České republice |                               |          |                                 |                                 |              |                            |        |

Ve farnosti se mohou nacházet i další drobné sakrální stavby, místa římskokatolického kultu a pamětihodnosti, které neobsahuje tato tabulka.

## Příslušnost k farnímu obvodu
Z důvodu efektivity duchovní správy byl vytvořen farní obvod (kolatura) farnosti Cvikov, jehož součástí je i farnost Krompach, která je tak spravována excurrendo. Přehled těchto kolatur je v tabulce farních obvodů českolipského vikariátu.